# Anaxagorea
Pour un homonyme de Rhopalocarpus Teijsm. & Binn.ex Miq. (1865), voir Rhopalocarpus Bojer (1846).
Genre
Classification APG III (2009)
Sous-famille
Synonymes
- Rhopalocarpus Teijsm. & Binn.ex Miq. (1865)[1]
- Eburopetalum Becc. (1871) [2]

Anaxagorea est un genre de plantes à fleurs de la famille des Annonaceae trouvée en Amérique centrale et en Amérique du Sud.
C'est le seul genre de la sous-famille Anaxagoreoideae. L'espèce type est Anaxagorea prinoides (Dunal) A. DC. (1832).

## Liste d'espèces
- Anaxagorea acuminata
- Anaxagorea allenii
- Anaxagorea angustifolia
- Anaxagorea borneensis (Becc.) J.Sinclair
- Anaxagorea brachycarpa
- Anaxagorea brevipedicellata
- Anaxagorea brevipes
- Anaxagorea crassipetala
- Anaxagorea dolichocarpa
- Anaxagorea floribunda
- Anaxagorea gigantophylla
- Anaxagorea guatemalensis
- Anaxagorea inundata
- Anaxagorea javanica
- Anaxagorea luzonensis
- Anaxagorea macrantha
- Anaxagorea manausensis
- Anaxagorea pachypetala
- Anaxagorea panamensis
- Anaxagorea petiolata
- Anaxagorea phaeocarpa Mart.
- Anaxagorea prinoides
- Anaxagorea radiata
- Anaxagorea rheophytica
- Anaxagorea rufa
- Anaxagorea silvatica

## Publications originales
- Auguste de Saint-Hilaire, Nouveau Bulletin des Sciences, publié par la Société Philomatique de Paris, 1825: 91. (1825).
- (en) Chatrou L.W., Pirie M.D., Erkens R.H.J., Couvreur T.L.P., Neubig K.M., Abbott J.R., Mols J.B., Maas J.W., Saunders R.M.K. & Chase M.W., 2012. A new subfamilial and tribal classification of the pantropical flowering plant family Annonaceae informed by molecular phylogenetics. Botanical Journal of the Linnean Society 169(1): 5–40, DOI 10.1111/j.1095-8339.2012.01235.x.